# Alter Ego (песня)
«Alter Ego» (с англ. — «Альтер эго») — песня киприотской рок-группы Minus One, представляющая страну на конкурсе песни Евровидение 2016. 4 ноября 2015 года было официально объявлено о том, что группа Minus будет представлять Кипр на грядущем Евровидении. Авторами песни для конкурса стали сами участники группы, а также шведский композитор и музыкант Томас Г:сон, создавший несколько песен для участников Евровидения прежних лет, в том числе победную песню 2012 года «Euphoria». Видеоклип к песне вышел 22 февраля 2016 года, а музыкальный сингл — 11 марта.

## Список композиций
| №  | Название    | Длительность |
| -- | ----------- | ------------ |
| 1. | «Alter Ego» | 3:03         |

## Хронология издания
| Страна | Дата          | Формат               | Лейбл          |
| ------ | ------------- | -------------------- | -------------- |
| Мир    | 11 марта 2016 | цифровая дистрибуция | Minus One Ltd. |

## Обвинения в плагиате
Ведущий радиостанции BBC Radio 4 Скотт Миллз во время трансляции первого полуфинала Евровидения-2016 заявил, что песня «Alter Ego» является плагиатом с песни «Somebody Told Me» группы «The Killers».